# 1981 au Canada
Pour un article plus général, voir Chronologie du Canada.
Cet article traite des événements qui se sont produits durant l'année 1981 au Canada.

## Événements

### Mars
- 19 mars : élections générales en Ontario — le Parti progressiste-conservateur conserve sa majorité à l'Assemblée législative dirigé par Bill Davis ; le Parti libéral forme l'opposition officielle dirigé par Stuart Lyon Smith.

### Avril
- 13 avril : élections générales au Québec — le Parti québécois conserve sa majorité à l'Assemblée nationale dirigé par René Lévesque ; le Parti libéral forme l'opposition officielle dirigé par Claude Ryan.

### Juin
- 11 au 20 juin : crise du saumon à Listuguj[1]
- 28 juin : fin du marathon de l'espoir pour Terry Fox à New Westminster. L'athlète, atteint d'ostéosarcome, décède d'une pneumonie.

### Juillet
- 20 et 21 juillet : sommet du G7 au Château Montebello à Montebello.

### Septembre
- 13 septembre : première journée Terry Fox.
- 15 septembre : inauguration du West Edmonton Mall à Edmonton

### Octobre
- 6 octobre : élections générales en Nouvelle-Écosse — le Parti progressiste-conservateur conserve sa majorité à la Chambre d'assemblée dirigé par John Buchanan ; le Parti libéral forme l'opposition officielle dirigé par Sandy Cameron.

### Novembre
- 4 novembre : la nuit des longs couteaux lors des négociations du rapatriement de la Constitution du Canada
- 13 novembre : mission de la navette spatiale STS-2. Elle emporte le Canadarm ou bras télémanipulateur canadien.
- 17 novembre
  - James Matthew Lee succède à Angus MacLean comme premier ministre de l'Île-du-Prince-Édouard ;
  - élections générales au Manitoba — le gouvernement du Parti progressiste-conservateur est défait par le Nouveau Parti démocratique.
- 30 novembre : le chef du NPD Manitobaine Howard Pawley succède au chef du Parti progressiste-conservateur manitobaine à Sterling Lyon comme premier ministre du Manitoba lors de sa défaite aux élections du 17 novembre 1981.

## Culture

### Chanson
- Diane Tell interprète Si j'étais un homme.
- Céline Dion commence sa carrière de chanteuse.

### Film
- Les Plouffe de Gilles Carle

## Naissances
- 4 janvier : Dominic Noël, joueur de hockey sur glace.
- 5 janvier : Joel Thomas Zimmerman alias Deadmau5 , Disc Jockey,Compositeur,Producteur
- 15 janvier : Dylan Armstrong, athlète.
- 20 janvier : Owen Hargreaves, footballeur.
- 10 février : Natasha St-Pier, chanteuse.
- 24 février : Adam Kunkel, athlète.
- 19 avril : Hayden Christensen, acteur.
- 19 août : Taylor Pyatt,  joueur professionnel de hockey sur glace.
- 4 octobre : Justin Williams, joueur de hockey sur glace.

## Décès

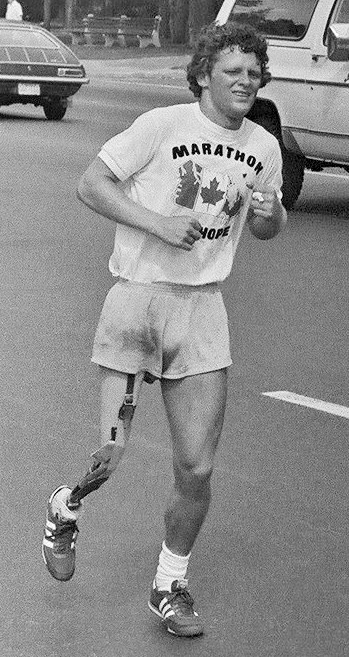
Terry Fox

- 5 janvier : Lomer Brisson, homme politique fédéral provenant du Québec.
- 16 février : Albert Jutras, radiologiste.
- 10 avril : George Carlyle Marler, politicien québécois.
- 23 mai : David Lewis, chef du Nouveau Parti démocratique du Canada.
- 24 mai : Charles-Émile Gadbois, religieux et musicien folkloriste.
- 29 mai : Walter Russell Shaw, premier ministre de l'Île-du-Prince-Édouard.
- 28 juin : Terry Fox, marathonien et militant pour la recherche dédiée au traitement du cancer.
- 23 septembre : Dan George, acteur et chef indien.
- 26 octobre : Marie Uguay, poète québécoise.
- 3 novembre : Thérèse Casgrain, suffragette, féministe et sénatrice provenant du Québec.
- 4 décembre : Jovette Bernier, écrivaine.
- 28 décembre : Allan Dwan, réalisateur et producteur.